# Sztetl

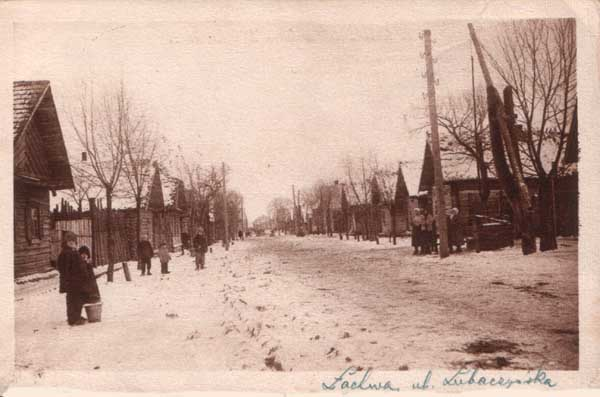
Przedwojenna Łachwa, ulica Lubaczyńska

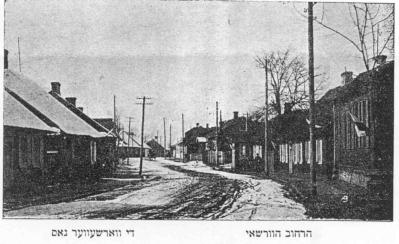
Przedwojenny Radzyń Podlaski, ulica Warszawska

Sztetl, sztetł (jid. ‏שטעטל‎ sztetl, lm. ‏שטעטלעך‎ sztetlech „miasteczko”, zdrobnienie od jid. ‏שטאָט‎ sztot „miasto”) – w literaturze popularnonaukowej, genealogicznej, etnograficznej jest to małe skupisko miejskie zachowujące tradycyjną obyczajowość żydowską. Żydzi aby się osiedlić otrzymywali dożywotnią dzierżawę miejsca na kirkut, prawo do budowy synagogi i otwarcia mykwy, które były trzema niezbędnymi elementami dla żydowskiej wspólnoty.
W tych zdominowanych przez społeczność żydowską miasteczkach wykształcił się specyficzny społeczno-kulturowy wzorzec życia, swoisty etos pobożnego Żyda, który kieruje się autorytetem Tory i Talmudu oraz zaleceniami gminy. 
Sztetl był głównym ośrodkiem demograficznym Żydów aszkenazyjskich na terenach Polski i tzw. strefy osiedlenia w Imperium Rosyjskim. Termin ten odnosi się głównie do dawnych miasteczek byłej Rzeczypospolitej Obojga Narodów. Ludność żydowska w sztetlach bardzo często przekraczała 70–80% mieszkańców (np. Działoszyce, Pińczów), a zdarzało się, że stanowiła praktycznie 100% populacji. Językiem mieszkańców sztetli był jidysz. Kultura sztetli uległa zagładzie wraz z nadejściem Holokaustu.
W kulturze popularnej najbardziej znanym sztetlem jest fikcyjne miasteczko Anatewka ze „Skrzypka na dachu”.
Współcześnie cechy sztetlu zachowują niektóre osiedla ultrakonserwatywnych żydów (np. charedim i chasydów) w Izraelu; najbardziej znanym z nich jest dzielnica Me’a Sze’arim w Jerozolimie.